# اومبرتو منتی

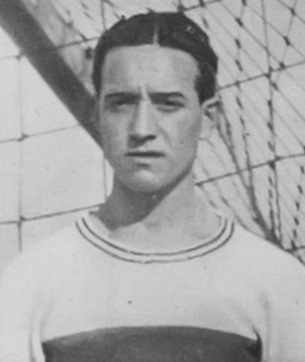
اومبرتو منتی

اومبرتو منتی (انگلیسی: Umberto Menti; ۶ آوریل ۱۹۱۷ – 2002) بازیکن فوتبال اهل ایتالیا بود.
از باشگاه‌هایی که در آن بازی کرده‌است می‌توان به باشگاه فوتبال یوونتوس، باشگاه فوتبال پادوا، باشگاه فوتبال آ.ث. میلان، باشگاه فوتبال ویچنزا، و باشگاه فوتبال ناپولی اشاره کرد.